# Vincenzo Iaquinta
Vincenzo Iaquinta (Cutro, 21 november 1979) is een voormalig Italiaans voetballer, bekend van zijn tijden bij Udinese en Juventus.
Iaquinta is een aanvaller en speelde zijn eerste interland op 30 maart 2005 tegen IJsland. Hij maakte deel uit van de selectie voor het WK voetbal 2006. Tot aan 4 juni 2006 speelde hij 12 interlands, waarin hij nog nooit doelpunten scoorde. Dit lukte hem wel in zijn eerste wedstrijd van het WK in Duitsland. Tegen Ghana bezorgde hij zijn ploeg in de slotfase de tweede treffer van de wedstrijd: 2-0. Daarna mocht hij nog viermaal invallen maar hij maakte daarin geen goals meer. Iaquinta is een typische Italiaanse spits. Hij is snel, handig in kleine ruimtes en erg gevaarlijk binnen en buiten de zestien meter en hij kan goed koppen.

## Clubstatistieken
| Seizoen  | Club             | Competitie | Duels | Goals |
| -------- | ---------------- | ---------- | ----- | ----- |
| 1997-'98 | Calcio Padova    | Serie B    | 13    | 3     |
| 1998-'99 | Castel di Sangro | Serie B    | 25    | 3     |
| 1999-'00 | Castel di Sangro | Serie B    | 26    | 5     |
| 2000-'01 | Udinese Calcio   | Serie A    | 14    | 2     |
| 2001-'02 | Udinese Calcio   | Serie A    | 21    | 2     |
| 2002-'03 | Udinese Calcio   | Serie A    | 26    | 7     |
| 2003-'04 | Udinese Calcio   | Serie A    | 29    | 11    |
| 2004-'05 | Udinese Calcio   | Serie A    | 31    | 13    |
| 2005-'06 | Udinese Calcio   | Serie A    | 24    | 8     |
| 2006-'07 | Udinese Calcio   | Serie A    | 30    | 14    |
| 2007-'08 | Juventus FC      | Serie A    | 24    | 8     |
| 2008-'09 | Juventus FC      | Serie A    | 28    | 12    |
| 2009-'10 | Juventus FC      | Serie A    | 15    | 6     |
| 2010-'11 | Juventus FC      | Serie A    | 19    | 4     |
| 2011-'12 | Juventus FC      | Serie A    | 0     | 0     |
| 2011-'12 | → AC Cesena      | Serie A    | 7     | 1     |
|          |                  | Totaal     | 332   | 99    |

| WK-statistieken          | Club    | Positie   | W |   |   | D | A |   |   |   |
| ------------------------ | ------- | --------- | - | - | - | - | - | - | - | - |
| WK voetbal 2006 - Italië | Udinese | aanvaller | 5 | 5 | 0 | 1 | 0 | 1 | 0 | 0 |

1 Buffon ·
2 Zaccardo ·
3 Grosso ·
4 De Rossi ·
5 Cannavaro  ·
6 Barzagli ·
7 Del Piero ·
8 Gattuso ·
9 Toni ·
10 Totti ·
11 Gilardino ·
12 Peruzzi ·
13 Nesta ·
14 Amelia ·
15 Iaquinta ·
16 Camoranesi ·
17 Barone ·
18 Inzaghi ·
19 Zambrotta ·
20 Perrotta ·
21 Pirlo ·
22 Oddo ·
23 Materazzi ·
Coach: Lippi
1 Buffon ·
2 Maggio ·
3 Criscito ·
4 Chiellini ·
5 Cannavaro  ·
6 De Rossi ·
7 Pepe ·
8 Gattuso ·
9 Iaquinta ·
10 Di Natale ·
11 Gilardino ·
12 Marchetti ·
13 Bocchetti ·
14 De Sanctis ·
15 Marchisio ·
16 Camoranesi ·
17 Palombo ·
18 Quagliarella ·
19 Zambrotta ·
20 Pazzini ·
21 Pirlo ·
22 Montolivo ·
23 Bonucci ·
Coach: Lippi